# Wubana pacifica
Wubana pacifica är en spindelart som först beskrevs av Banks 1896.  Wubana pacifica ingår i släktet Wubana och familjen täckvävarspindlar. Inga underarter finns listade i Catalogue of Life.